# Calau becfalçat de les Sulu
El calau becfalçat de les Sulu  (Anthracoceros montani) és una espècie d'ocell de la família dels buceròtids (Bucerotidae). Habita els boscos de l'arxipèlag de Sulu, a les Filipines.